# Un monde solidaire
Un monde solidaire est une série de programmes diffusés sur France Télévision France 2 France 3 France 5 Et France 0 entre octobre et décembre 2009 montrant les réalisations de différents acteurs locaux de pays en développement soutenus par l'aide publique au développement. Ce programme a été réalisé dans le cadre des Objectifs du Millénaire pour le Développement mis en place par les Nations unies et, plus particulièrement, dans le cadre de Huit fois oui, la campagne française de sensibilisation aux OMD.

## Objectifs
Un Monde Solidaire a pour objectif d'informer et de sensibiliser aux enjeux de la solidarité et de la coopération internationale en donnant la parole aux acteurs du Sud qui agissent chaque jour en faveur du développement de leurs pays.

## 9 défis
Ces programmes courts présentent des réponses aux neuf défis que se sont fixés la communauté internationale pour réduire les inégalités dans le monde :
- 1. Défi Agricole : nourrir la planète sans épuiser ses ressources
- 2. Défi Climatique : maîtriser le réchauffement sans freiner le développement
- 3. Défi Santé : assurer un accès à des soins de qualité
- 4. Défi Éducation : offrir une éducation à tous : un droit fondamental
- 5. Défi Croissance : promouvoir la croissance des pays du Sud pour permettre le développement
- 6. Défi Prévention des crises : prévenir pour asseoir la paix et construire l'avenir
- 7. Défi Environnement : préserver notre environnement pour les générations futures
- 8. Défi Villes Durables : repenser les villes pour demain
- 9. Défi Eau : gérer l'eau comme un bien à partager

## Les 20 programmes courts
20 programmes courts ont été filmés et présentent les progrès accomplis grâce à l'aide au développement :
- C. Sow Ardow - Styliste - Sénégal - "Mon vœu c'est d'avoir ma marque dans toutes les capitales du monde."
- N. Somsanith - Maison culturelle - "Laos - Mon rêve c'est que chacun puisse faire une toute petite maison."
- H. Moussa I- bédou - Chef de canton - Tchad - "S'il y a la paix, tout peut se développer."
- Roger R. - Agriculteur - Madagascar - "On participe surtout à la protection de l’environnement."
- T. Ben Lakhdar - École d'ingénieur - Tunisie - "C’est un très grand plaisir pour moi de former des ingénieurs de qualité."
- S. Chanthanom - Hôtelière - Laos - "Conserver le patrimoine et le transmettre à mes enfants."
- Ying Ke - Ingénieur - Chine - "J’espère que tout le monde pourra vivre en bonne santé sur une Terre propre."
- Sylvia V. - Formatrice - Madagascar - "Donner à leurs enfants la chance d'aller à l'école."
- E. Ben Hamida - Microcrédit - Tunisie - "Leur donner accès à l’argent, c’est leur donner accès à la dignité."
- Yu Yun Li - Professeur - Chine - "J'enseigne les économies d'énergie en pensant à l'humanité, à la Terre."
- Maguette Diop - Sénégal - "Cette mer-là, c'est notre richesse !"
- Yulin Xu Promoteur - Chine - "Mon vœu le plus cher, que ces logements soient encore appréciés dans 10 ou 20 ans."
- Angie Eyeang Mba - Gabon - "Je souhaite permettre à mes descendants de pouvoir profiter de la forêt."
- Sidi Mohamed Wedih -  Mauritanie - "Je souhaite une vie pleine de santé pour tous les enfants."
- Aimé Thean-Hiouen - Pacifique Sud - "On travaille pour ceux qui vont venir demain."
- Marcos Antônio Dalcin - Brésil - "Nous avons convaincu les restaurateurs de ne pas jeter leur huile, et nous la recyclons."
- Mohamed Messaoudi - Tunisie - "Une porte ouverte sur notre créativité et notre savoir-faire de notre pays."
- Sidi Khalifou - Mauritanie - "Je souhaite que l’eau potable à prix raisonnable soit accessible à tous."
- Michel Watrone - Pacifique Sud - "Mon vœu le plus cher, c’est de garder notre paysage intact."
- Gamby Samba Lô - Mauritanie - "Quand vous êtes instruit, ça vous donne une ouverture sur le monde."